# Bette Midler Sings the Rosemary Clooney Songbook
Bette Midler Sings the Rosemary Clooney Songbook — одиннадцатый студийный альбом американской певицы и актрисы Бетт Мидлер, выпущенный в 2003 году под лейблом Columbia Records. Альбом был выпущен в память о певице и актрисе Розмари Клуни после её смерти в 2002 году.
В 2004 году альбом номинировался на премию «Грэмми» в категории «Лучший традиционный вокальный поп-альбом».

## Список композиций
| №   | Название                                 | Автор(ы)                       | Длительность |
| --- | ---------------------------------------- | ------------------------------ | ------------ |
| 1.  | «You’ll Never Know»                      | Мак Гордон, Гарри Уоррен       | 1:45         |
| 2.  | «This Ole House»                         | Стюарт Хамблен                 | 3:03         |
| 3.  | «On a Slow Boat to China»                | Фрэнк Лессер                   | 2:31         |
| 4.  | «Hey There»                              | Ричард Адлер, Джерри Россом    | 3:31         |
| 5.  | «Tenderly»                               | Уолтер Гросс, Джек Лоуренс     | 3:11         |
| 6.  | «Come On-a My House»                     | Росс Багдасарян, Уильям Сароян | 1:50         |
| 7.  | «Mambo Italiano»                         | Боб Меррилл                    | 2:51         |
| 8.  | «Sisters»                                | Ирвинг Берлин                  | 2:54         |
| 9.  | «Memories of You»                        | Юби Блейк, Энди Разаф          | 3:20         |
| 10. | «In The Cool, Cool, Cool of the Evening» | Хоги Кармайкл, Джонни Мерсер   | 2:44         |
| 11. | «White Christmas»                        | Ирвинг Берлин                  | 3:16         |

## Позиции в хит-парадах
| Хит-парад (2003)    | Высшая позиция |
| ------------------- | -------------- |
| Австралия (ARIA)    | 28             |
| США (Billboard 200) | 14             |

## Продажи и сертификации
| Регион | Сертификация | Продажи  |
| --- | ------------ | -------- |
| США (RIAA) | Золотой      | 500 000^ |
| * Данные о продажах приведены только на основе сертификации. ^ Данные о тиражах приведены только на основе сертификации. |              |          |